# Petar Stambolić
Petar Stambolić (Ivanjica, 12 luglio 1912 – Belgrado, 21 settembre 2007) è stato un politico jugoslavo. È stato Presidente della Repubblica Socialista Federale di Jugoslavia.